# Copa do Mundo de ciclismo em pista de 2007-2008
A Copa do Mundo de ciclismo em pista de 2007–2008 é uma competição de ciclismo em pista organizada pela União Ciclista Internacional. A temporada teve início em 30 de novembro de 2007 e terminou a 16 de fevereiro de 2008.

## Classificação por nações
| Faixa | País Equipa        | Syd | Peq | L.A. | Cop | Pontos |
| ----- | ------------------ | --- | --- | ---- | --- | ------ |
| 1     | Países Baixos      | 78  | 87  | 108  | 107 | 380    |
| 2     | França             | 66  | 81  | 56   | 70  | 273    |
| 3     | Rússia             | 52  | 54  | 52   | 54  | 212    |
| 4     | Reino Unido        | 58  | 58  | 11   | 77  | 204    |
| 5     | Austrália          | 68  | 38  | 62   | 19  | 187    |
| 6     | Ucrânia            | 43  | 46  | 51   | 42  | 182    |
| 7     | Alemanha           | 27  | 38  | 58   | 55  | 178    |
| 8     | Cofidis            | 38  | 30  | 36   | 68  | 143    |
| 9     | Team Toshiba       | 56  | 36  | 37   | 0   | 129    |
| 10    | Scienceinsport.com | 33  | 30  | 0    | 57  | 120    |

## Homens

### Keirin

#### Resultados
| Data                    | Lugar       | Vencedor        | 2.º                | 3.º             |
| ----------------------- | ----------- | --------------- | ------------------ | --------------- |
| 1 de dezembro de 2007   | Sydney      | Chris Hoy       | Ross Edgar         | Theo Bos        |
| 8 de dezembro de 2007   | Pequim      | Chris Hoy       | Arnaud Tournant    | Teun Mulder     |
| 19 de janeiro de 2008   | Los Angeles | Arnaud Tournant | Christos Volikakis | Ryan Bayley     |
| 16 de fevereiro de 2008 | Copenhaga   | Chris Hoy       | Ricardo Lynch      | Arnaud Tournant |

#### Classificação
| Pos. | Corredor           | Syd | Pek | L.A. | COP | Pontos |
| 1.   | Chris Hoy          | 12  | 12  | -    | 12  | 36     |
| 2.   | Arnaud Tournant    | -   | 10  | 12   | 8   | 30     |
| 3.   | Roberto Chiappa    | 6   | -   | 5    | 4   | 15     |
| -.   | Ryan Bayley        | -   | 7   | 8    | -   | 15     |
| -.   | Teun Mulder        | -   | 8   | 7    | -   | 15     |
| 6.   | Stefan Nimke       | 2   | 4   | -    | 7   | 13     |
| -.   | Christos Volikakis | -   | -   | 10   | 3   | 13     |
| 8.   | Carsten Bergemann  | -   | 6   | -    | 6   | 12     |
| 9.   | Ricardo Lynch      | -   | -   | -    | 10  | 10     |
| -.   | Ross Edgar         | 10  | -   | -    | -   | 10     |

### Quilómetro

#### Resultados
| Data                    | Lugar       | Vencedor          | 2.º             | 3.º             |
| ----------------------- | ----------- | ----------------- | --------------- | --------------- |
| 30 de novembro de 2007  | Sydney      | Michaël D'Almeida | Hao Li Wen      | Yevgen Bolirukh |
| 7 de dezembro de 2007   | Pequim      | François Pervis   | Yevgen Bolirukh | Hao Li Wen      |
| 18 de janeiro de 2008   | Los Angeles | Scott Sunderland  | Yevgen Bolirukh | Hao Li Wen      |
| 15 de fevereiro de 2008 | Copenhaga   | François Pervis   | Yevgen Bolirukh | Hao Li Wen      |

#### Classificação
| Pos. | Corredor             | Syd | Pek | L.A. | COP | Pontos |
| 1.   | Yevgen Bolirukh      | 8   | 10  | 10   | 10  | 38     |
| 2.   | Hao Li Wen           | 10  | 8   | 8    | 8   | 34     |
| 3.   | François Pervis      | -   | 12  | -    | 12  | 24     |
| 4.   | Tomas Babek          | 4   | 5   | 6    | 5   | 20     |
| 5.   | Michael Seidenbecher | 7   | 6   | -    | -   | 13     |
| -.   | Didier Henriette     | 6   | 4   | -    | 3   | 13     |
| 7.   | Kamil Kuczynski      | 3   | -   | 7    | 2   | 12     |
| -.   | Michaël D'Almeida    | 12  | -   | -    | -   | 12     |
| -.   | Scott Sunderland     | -   | -   | 12   | -   | 12     |
| 10.  | Mohd Rizal Tisin     | 5   | -   | -    | 4   | 9      |

### Velocidade individual

#### Resultados
| Data                    | Lugar       | Vencedor         | 2.º              | 3.º               |
| ----------------------- | ----------- | ---------------- | ---------------- | ----------------- |
| 2 de dezembro de 2007   | Sydney      | Mickaël Bourgain | Kévin Sireau     | Chris Hoy         |
| 9 de dezembro de 2007   | Pequim      | Theo Bos         | Mickaël Bourgain | Stefan Nimke      |
| 20 de janeiro de 2008   | Los Angeles | Roberto Chiappa  | Kévin Sireau     | Teun Mulder       |
| 17 de fevereiro de 2008 | Copenhaga   | Kévin Sireau     | Chris Hoy        | Andriy Vynokourov |

#### Classificação
| Pos. | Corredor          | Syd | Pek | L.A. | COP | Pontos |
| 1.   | Kévin Sireau      | 10  | 7   | 10   | 12  | 39     |
| 2.   | Mickaël Bourgain  | 12  | 10  | 6    | 7   | 35     |
| 3.   | Chris Hoy         | 8   | 6   | -    | 10  | 24     |
| 4.   | Grégory Baugé     | 7   | 2   | 7    | -   | 16     |
| 5.   | Theo Bos          | -   | 12  | -    | -   | 12     |
| -.   | Roberto Chiappa   | -   | -   | 12   | -   | 12     |
| 7.   | Stefan Nimke      | 2   | 8   | -    | -   | 10     |
| -.   | Ross Edgar        | 1   | 5   | -    | 4   | 10     |
| 9.   | Teun Mulder       | -   | -   | 8    | -   | 8      |
| -.   | Andriy Vynokourov | -   | -   | -    | 8   | 8      |

### Velocidade por equipas

#### Resultados
| Data                    | Lugar       | Vencedor                                                | 2.º                                                         | 3.º                                                       |
| ----------------------- | ----------- | ------------------------------------------------------- | ----------------------------------------------------------- | --------------------------------------------------------- |
| 30 de novembro de 2007  | Sydney      | Team Toshiba Ryan Bayley Daniel Ellis Shane Kelly       | www.radnet.de Robert Förstemann Matthias John Stefan Nimke  | Cofidis Didier Henriette Kévin Sireau Arnaud Tournant     |
| 7 de dezembro de 2007   | Pequim      | Países Baixos · Theo Bos · Teun Mulder · Tim Veldt      | França · Grégory Baugé · François Pervis · Arnaud Tournant  | Reino Unido · Chris Hoy · Craig MacLean · Jason Queally   |
| 18 de janeiro de 2008   | Los Angeles | Cofidis Didier Henriette Kévin Sireau Arnaud Tournant   | França · Grégory Baugé · Mickaël Bourgain · François Pervis | Austrália · Mark French · Ben Kersten · Jason Niblett     |
| 15 de fevereiro de 2008 | Copenhaga   | França · Grégory Baugé · François Pervis · Kévin Sireau | Países Baixos · Theo Bos · Teun Mulder · Tim Veldt          | Cofidis Mickaël Bourgain Didier Henriette Arnaud tournant |

#### Classificação
| Pos. | Corredor           | Syd | Pek | 'L.A. | COP | Pontos |
| 1.   | França             | 4   | 10  | 10    | 12  | 36     |
| 2.   | Cofidis            | 8   | 6   | 12    | 8   | 34     |
| 3.   | Países Baixos      | 6   | 12  | -     | 10  | 28     |
| 4.   | Team Toshiba       | 12  | 7   | 7     | -   | 26     |
| 5.   | Austrália          | 5   | 4   | 8     | -   | 17     |
| 6.   | Reino Unido        | 7   | 8   | -     | 7   | 22     |
| 7.   | www.radnet.de      | 10  | 5   | -     | 6   | 21     |
| 8.   | Rússia             | -   | -   | 6     | 4   | 10     |
| 9.   | China              | 2   | 2   | 5     | -   | 9      |
| 10.  | Alemanha           | 3   | 3   | -     | -   | 6      |
| -.   | Scienceinsport.com | -   | 1   | -     | 5   | 6      |
| -.   | Japão              | -   | -   | 4     | 2   | 6      |

### Perseguição individual

#### Resultados
| Data                    | Lugar       | Vencedor         | 2.º              | 3.º             |
| ----------------------- | ----------- | ---------------- | ---------------- | --------------- |
| 30 de novembro de 2007  | Sydney      | Volodymyr Dyudya | Phillip Thuaux   | Alexander Serov |
| 7 de dezembro de 2007   | Pequim      | Bradley Wiggins  | Volodymyr Dyudya | Alexander Serov |
| 18 de janeiro de 2008   | Los Angeles | Taylor Phinney   | Jenning Huizenga | Sergi Escobar   |
| 15 de fevereiro de 2008 | Copenhaga   | Sergi Escobar    | Alexei Markov    | Luke Roberts    |

#### Classificação
| Pos. | Corredor         | Syd | Pek | L.A. | COP | Pontos |
| 1.   | Volodymyr Dyudya | 12  | 10  | -    | -   | 22     |
| -.   | Taylor Phinney   | 2   | 7   | 12   | 1   | 22     |
| 3.   | Sergi Escobar    | -   | -   | 8    | 12  | 20     |
| -.   | Jenning Huizenga | -   | 5   | 10   | 5   | 20     |
| 5.   | Phillip Thuaux   | 10  | 2   | 5    | -   | 17     |
| 6.   | Alexander Serov  | 8   | 8   | -    | -   | 16     |
| 7.   | David O’Loughlin | -   | 4   | 3    | 7   | 14     |
| -.   | Antonio Tauler   | 3   | 1   | 7    | 3   | 14     |
| 9.   | Marc Ryan        | 7   | 6   | -    | -   | 13     |
| 10.  | Bradley Wiggins  | -   | 12  | -    | -   | 12     |

### Perseguição por equipas

#### Resultados
| Data                    | Lugar       | Vencedor                                                                      | 2.º                                                                               | 3.º                                                                                |
| ----------------------- | ----------- | ----------------------------------------------------------------------------- | --------------------------------------------------------------------------------- | ---------------------------------------------------------------------------------- |
| 1.º de dezembro de 2007 | Sydney      | Reino Unido · Edward Clancy · Steve Cummings · Chris Newton · Bradley Wiggins | Nova Zelândia · Sam Bewley · Westley Gough · Marc Ryan · Jesse Sergent            | Team Toshiba Jack Bobridge Peter Dawson Zakkari Dempster Mark Jamieson             |
| 8 de dezembro de 2007   | Pequim      | Reino Unido · Edward Clancy · Steve Cummings · Geraint Thomas · Paul Manning  | Nova Zelândia · Sam Bewley · Westley Gough · Marc Ryan · Timothy Gudsell          | Países Baixos · Levi Heimans · Jenning Huizenga · Jens Mouris · Peter Schep        |
| 19 de janeiro de 2008   | Los Angeles | Austrália · Jack Bobridge · Bradley McGee · Mark Jamieson · Peter Dawson      | Dinamarca · Casper Jørgensen · Alex Rasmussen · Michael Mørkøv · Jens-Erik Madsen | Ucrânia · Lyubomyr Polatayko · Vitaliy Shchedov · Vitaliy Popkov · Maxim Polischuk |
| 16 de fevereiro de 2008 | Copenhaga   | Reino Unido · Edward Clancy · Geraint Thomas · Paul Manning · Steven Burke    | Dinamarca · Michael Mørkøv · Casper Jørgensen · Jens-Erik Madsen · Alex Rasmussen | Austrália · Matthew Goss · Cameron Meyer · Travis Meyer · Luke Roberts             |

#### Classificação
| Pos. | Corredor      | Syd | Pek | L.A. | COP | Pontos |
| 1.   | Reino Unido   | 12  | 12  | -    | 12  | 36     |
| 2.   | Dinamarca     | 4   | 7   | 10   | 10  | 31     |
| 3.   | Países Baixos | 7   | 8   | 7    | 7   | 29     |
| 4.   | Austrália     | 3   | 2   | 12   | 8   | 25     |
| 5.   | Nova Zelândia | 10  | 10  | 1    | -   | 21     |
| 6.   | Ucrânia       | 5   | 3   | 8    | -   | 16     |
| -.   | Espanha       | 2   | 4   | 5    | 5   | 16     |
| 8.   | Team Toshiba  | 8   | 6   | -    | -   | 14     |
| -.   | França        | 1   | 1   | 6    | 6   | 14     |
| 10.  | Rússia        | 6   | 5   | -    | 2   | 13     |

### Corrida por pontos

#### Resultados
| Data                    | Lugar       | Vencedor          | 2.º             | 3.º           |
| ----------------------- | ----------- | ----------------- | --------------- | ------------- |
| 30 de novembro de 2007  | Sydney      | Gregory Henderson | Antonio Tauler  | Cameron Meyer |
| 7 de dezembro de 2007   | Pequim      | Joan Llaneras     | Chris Newton    | Cameron Meyer |
| 18 de janeiro de 2008   | Los Angeles | Cameron Meyer     | Rafał Ratajczyk | Chris Newton  |
| 15 de fevereiro de 2008 | Copenhaga   | Pim Ligthart      | Rafał Ratajczyk | Chris Newton  |

#### Classificação
| Pos. | Corredor           | Syd | Pek | L.A. | COP | Pontos |
| 1.   | Chris Newton       | 5   | 10  | 8    | 8   | 31     |
| 2.   | Cameron Meyer      | 8   | 8   | 12   | -   | 28     |
| 3.   | Rafał Ratajczyk    | 7   | -   | 10   | 10  | 27     |
| 4.   | Gregory Henderson  | 12  | 1   | 7    | -   | 20     |
| 5.   | Pim Ligthart       | -   | -   | 6    | 12  | 18     |
| 6.   | Ivan Kovalev       | 6   | 4   | -    | 7   | 17     |
| 7.   | Joan Llaneras      | -   | 12  | 4    | -   | 16     |
| 8.   | Antonio Tauler     | 10  | -   | -    | -   | 10     |
| 9.   | Mikhail Ignatiev   | 1   | 7   | -    | -   | 8      |
| -.   | Daniel Kreutzfeldt | -   | -   | 3    | 5   | 8      |

### Scratch

#### Resultados
| Data                    | Lugar       | Vencedor         | 2.º             | 3.º                 |
| ----------------------- | ----------- | ---------------- | --------------- | ------------------- |
| 1.º de dezembro de 2007 | Sydney      | Roger Kluge      | Zach Bell       | Milão Kadlec        |
| 8 de dezembro de 2007   | Pequim      | Michael Friedman | Walter Pérez    | Tim Mertens         |
| 19 de janeiro de 2008   | Los Angeles | Wong Kam Po      | Vasil Kiryienka | Wim Stroetinga      |
| 16 de fevereiro de 2008 | Copenhaga   | Wim Stroetinga   | Andreas Müller  | Juan Esteban Arango |

#### Classificação
| Pos. | Corredor            | Syd | Pek | L.A. | COP | Pontos |
| 1.   | Roger Kluge         | 12  | 4   | 6    | 2   | 24     |
| 2.   | Wim Stroetinga      | -   | -   | 8    | 12  | 20     |
| 3.   | Walter Pérez        | 5   | 10  | -    | -   | 15     |
| 4.   | Juan Esteban Arango | -   | -   | 5    | 8   | 13     |
| 5.   | Michael Friedman    | -   | 12  | -    | -   | 12     |
| -.   | Wong Kam Po         | -   | -   | 12   | -   | 12     |
| 7.   | Zach Bell           | 10  | -   | -    | -   | 10     |
| -.   | Vasil Kiryienka     | -   | -   | 10   | -   | 10     |
| -.   | Andreas Müller      | -   | -   | -    | 10  | 10     |
| 10.  | Ángel Darío Colla   | -   | -   | 4    | 5   | 9      |
| -.   | Tim Mertens         | -   | 8   | -    | 1   | 9      |

### Americana

#### Resultados
| Data                    | Lugar       | Vencedor                                     | 2.º                                                | 3.º                                            |
| ----------------------- | ----------- | -------------------------------------------- | -------------------------------------------------- | ---------------------------------------------- |
| 2 de dezembro de 2007   | Sydney      | Países Baixos · Peter Schep · Jens Mouris    | Espanha · Joan Llaneras · Carlos Torrent           | Dinamarca · Michael Mørkøv · Alex Rasmussen    |
| 9 de dezembro de 2007   | Pequim      | França · Jérôme Neuville · Christophe Riblon | T-Mobile Track Team Mark Cavendish Bradley Wiggins | Ucrânia · Lyubomyr Polatayko · Wolodymyr Rybin |
| 20 de janeiro de 2008   | Los Angeles | Bélgica · Kenny De Ketele · Tim Mertens      | Dinamarca · Michael Mørkøv · Alex Rasmussen        | Alemanha · Roger Kluge · Olaf Pollack          |
| 17 de fevereiro de 2008 | Copenhaga   | Dinamarca · Michael Mørkøv · Alex Rasmussen  | Estados Unidos · Bobby Lee · Colby Pearce          | Países Baixos · Peter Schep · Wim Stroetinga   |

#### Classificação
| Pos. | Corredor           | Syd | Peq | L.A. | COP | Pontos |
| 1.   | Dinamarca          | 8   | 3   | 10   | 12  | 33     |
| 2.   | Bélgica            | 5   | 4   | 12   | 6   | 27     |
| -.   | Países Baixos      | 12  | -   | 7    | 8   | 27     |
| 4.   | Espanha            | 10  | 6   | 1    | -   | 17     |
| 5.   | Estados Unidos     | -   | 5   | -    | 10  | 15     |
| 6.   | Team Focus         | 7   | 7   | -    | -   | 14     |
| 7.   | França             | -   | 12  | -    | -   | 12     |
| 8.   | Alemanha           | -   | -   | 8    | 3   | 11     |
| -.   | Argentina          | 4   | -   | -    | 7   | 11     |
| 10.  | T-Mobil Track Team | -   | 10  | -    | -   | 10     |

## Mulheres

### Keirin

#### Resultados
| Data                    | Lugar       | Vencedor           | 2.º            | 3.º                  |
| ----------------------- | ----------- | ------------------ | -------------- | -------------------- |
| 2 de dezembro de 2007   | Sydney      | Victoria Pendleton | Jennie Reed    | Natallia Tsylinskaya |
| 9 de dezembro de 2007   | Pequim      | Willy Kanis        | Christin Muche | Natallia Tsylinskaya |
| 20 de janeiro de 2008   | Los Angeles | Jennie Reed        | Willy Kanis    | Jinjie Gong          |
| 17 de fevereiro de 2008 | Copenhaga   | Willy Kanis        | Jennie Reed    | Dana Glöss           |

#### Classificação
| Pos. | Corredor              | Syd | Pek | L.A. | COP | Pontos |
| 1.   | Willy Kanis           | 4   | 12  | 10   | 12  | 38     |
| 2.   | Jennie Reed           | 10  | -   | 12   | 10  | 32     |
| 3.   | Victoria Pendleton    | 12  | 5   | -    | 6   | 23     |
| 4.   | Simona Krupeckaitė    | 7   | 6   | 4    | -   | 17     |
| 5.   | Natallia Tsylinskaya  | 8   | 8   | -    | -   | 16     |
| 6.   | Christin Muche        | 2   | 10  | -    | 3   | 15     |
| 7.   | Svetlana Grankovskaya | -   | 7   | 6    | -   | 13     |
| 8.   | Dana Glöss            | -   | -   | 2    | 8   | 10     |
| -.   | Diana García          | 3   | -   | -    | 7   | 10     |
| -.   | Lisandra Guerra       | -   | 3   | 7    | -   | 10     |

### 500 m

#### Resultados
| Data                    | Lugar       | Vencedor        | 2.º                | 3.º                  |
| ----------------------- | ----------- | --------------- | ------------------ | -------------------- |
| 1.º de dezembro de 2007 | Sydney      | Anna Meares     | Lisandra Guerra    | Willy Kanis          |
| 8 de dezembro de 2007   | Pequim      | Lisandra Guerra | Simona Krupeckaitė | Natallia Tsylinskaya |
| 19 de janeiro de 2008   | Los Angeles | Lisandra Guerra | Willy Kanis        | Simona Krupeckaitė   |
| 16 de fevereiro de 2008 | Copenhaga   | Jinjie Gong     | Sandie Claro       | Miriam Welte         |

#### Classificação
| Pos. | Corredor             | Syd | Peq | L.A. | COP | Pontos |
| 1.   | Lisandra Guerra      | 10  | 12  | 12   | -   | 34     |
| 2.   | Simona Krupeckaitė   | 7   | 10  | 8    | -   | 25     |
| 3.   | Jinjie Gong          | 5   | -   | 7    | 12  | 24     |
| 4.   | Willy Kanis          | 8   | -   | 10   | -   | 18     |
| 5.   | Lulu Zheng           | -   | 6   | 6    | 5   | 17     |
| -.   | Sandie Claro         | -   | 7   | -    | 10  | 17     |
| 7.   | Miriam Welte         | 2   | 4   | -    | 8   | 14     |
| 8.   | Natallia Tsylinskaya | 6   | 8   | -    | -   | 14     |
| 9.   | Lyubov Shulika       | 1   | -   | 5    | 7   | 13     |
| 10.  | Anna Meares          | 12  | -   | -    | -   | 12     |
| -.   | Anna Blyth           | 4   | 2   | -    | 6   | 12     |

### Velocidade individual

#### Resultados
| Data                    | Lugar       | Vencedor             | 2.º                | 3.º                  |
| ----------------------- | ----------- | -------------------- | ------------------ | -------------------- |
| 30 de novembro de 2007  | Sydney      | Willy Kanis          | Anna Meares        | Natallia Tsylinskaya |
| 7 de dezembro de 2007   | Pequim      | Natallia Tsylinskaya | Victoria Pendleton | Clara Sanchez        |
| 18 de janeiro de 2008   | Los Angeles | Natallia Tsylinskaya | Jennie Reed        | Willy Kanis          |
| 15 de fevereiro de 2008 | Copenhaga   | Willy Kanis          | Victoria Pendleton | Guo Shuang           |

#### Classificação
| Pos. | Corredor             | Syd | Peq | L.A. | COP | Pontos |
| 1.   | Willy Kanis          | 12  | 5   | 8    | 12  | 37     |
| 2.   | Natallia Tsylinskaya | 8   | 12  | 12   | -   | 32     |
| 3.   | Clara Sanchez        | 6   | 8   | 7    | 6   | 27     |
| 4.   | Jennie Reed          | 5   | 4   | 10   | 7   | 26     |
| 5.   | Victoria Pendleton   | 3   | 10  | -    | 10  | 23     |
| 6.   | Guo Shuang           | 7   | 6   | -    | 8   | 21     |
| 7.   | Anna Meares          | 10  | 7   | -    | -   | 17     |
| 8.   | Simona Krupeckaitė   | 4   | 2   | 3    | 5   | 14     |
| 9.   | Lisandra Guerra      | 2   | 3   | 6    | 2   | 13     |
| 10.  | Yvonne Hijgenaar     | -   | 1   | 4    | 4   | 9      |

### Velocidade por equipas

#### Resultados
| Data                    | Lugar       | Vencedor                                            | 2.º                                            | 3.º                                          |
| ----------------------- | ----------- | --------------------------------------------------- | ---------------------------------------------- | -------------------------------------------- |
| 2 de dezembro de 2007   | Sydney      | Países Baixos · Yvonne Hijgenaar · Willy Kanis      | Austrália · Kaarle McCulloch · Kerrie Meares   | França · Sandie Claro · Virginie Cueff       |
| 9 de dezembro de 2007   | Pequim      | Países Baixos · Yvonne Hijgenaar · Willy Kanis      | França · Sandie Claro · Clara Sanchez          | China · Guo Shuang · Lulu Zheng              |
| 20 de janeiro de 2008   | Los Angeles | Países Baixos · Yvonne Hijgenaar · Willy Kanis      | França · Sandie Claro · Virginie Cueff         | Austrália · Kaarle McCulloch · Kerrie Meares |
| 17 de fevereiro de 2008 | Copenhaga   | Scienceinsport.com Victoria Pendleton Shanaze Reade | Países Baixos · Yvonne Hijgenaar · Willy Kanis | França · Sandie Claro · Clara Sanchez        |

#### Classificação
| Pos. | Corredor           | Syd | Peq | L.A. | COP | Pontos |
| 1.   | Países Baixos      | 12  | 12  | 12   | 10  | 46     |
| 2.   | França             | 8   | 10  | 10   | 8   | 36     |
| 3.   | Alemanha           | 7   | 4   | 7    | 5   | 23     |
| -.   | Itália             | 6   | 7   | 6    | 4   | 23     |
| 5.   | Austrália          | 10  | -   | 8    | -   | 18     |
| 6.   | Rússia             | 4   | 6   | 5    | -   | 15     |
| 7.   | China              | -   | 8   | -    | 6   | 14     |
| 8.   | Scienceinsport.com | -   | -   | -    | 12  | 12     |
| 9.   | www.rad-net.de     | -   | -   | -    | 7   | 7      |
| 10.  | Giant Pro Cycling  | 5   | -   | -    | -   | 5      |

### Perseguição individual

#### Resultados
| Data                    | Lugar       | Vencedor         | 2.º               | 3.º          |
| ----------------------- | ----------- | ---------------- | ----------------- | ------------ |
| 30 de novembro de 2007  | Sydney      | Katie Mactier    | Vilija Sereikaitė | Karin Thürig |
| 7 de dezembro de 2007   | Pequim      | Katie Mactier    | Rebecca Romero    | Sarah Hammer |
| 18 de janeiro de 2008   | Los Angeles | Lesya Kalitovska | María Luisa Calle | Sarah Hammer |
| 15 de fevereiro de 2008 | Copenhaga   | Rebecca Romero   | Vilija Sereikaitė | Sarah Hammer |

#### Classificação
| Pos. | Corredor          | Syd | Peq | L.A. | COP | Pontos |
| 1.   | Vilija Sereikaitė | 10  | 6   | 5    | 10  | 31     |
| 2.   | Sarah Hammer      | 6   | 8   | 8    | 8   | 30     |
| 3.   | Rebecca Romero    | 3   | 10  | -    | 12  | 25     |
| 4.   | Katie Mactier     | 12  | 12  | -    | -   | 24     |
| 5.   | Karin Thürig      | 8   | 7   | 1    | 2   | 18     |
| 6.   | Lesya Kalitovska  | 2   | 3   | 12   | -   | 17     |
| 7.   | Verena Jooß       | 4   | 5   | -    | 6   | 15     |
| -.   | Wendy Houvenaghel | 7   | 4   | -    | 4   | 15     |
| 9.   | Alison Shanks     | 5   | 2   | -    | 5   | 12     |
| 10.  | María Luisa Calle | 1   | -   | 10   | -   | 11     |
| -.   | Eleonora van Dijk | -   | -   | 4    | 7   | 11     |

### Perseguição por equipas

#### Resultados
| Data                    | Lugar       | Vencedor                                                             | 2.º                                                                       | 3.º                                                                 |
| ----------------------- | ----------- | -------------------------------------------------------------------- | ------------------------------------------------------------------------- | ------------------------------------------------------------------- |
| 2 de dezembro de 2007   | Sydney      | Rússia · Evgenia Romanyuta · Olga Slyusareva · Anastasia Tchulkova   | Austrália · Belinda Goss · Katie Mactier · Josephine Tomic                | Ucrânia · Svitlana Galyuk · Lesya Kalitovska · Lyubov Shulika       |
| 9 de dezembro de 2007   | Pequim      | Ucrânia · Svitlana Galyuk · Lesya Kalitovska · Lyubov Shulika        | Rússia · Evgenia Romanyuta · Olga Slyusareva · Anastasia Tchulkova        | Cuba · Yudelmis Domínguez · Yoanka González · Yumari González       |
| 20 de janeiro de 2008   | Los Angeles | Ucrânia · Yelizaveta Bochkarova · Svitlana Galyuk · Lesya Kalitovska | Rússia · Anastasia Tchulkova · Olga Slyusareva · Elena Tchalykh           | Estados Unidos · Kristin Armstrong · Lauren Franges · Christen King |
| 17 de fevereiro de 2008 | Copenhaga   | Alemanha · Elke Gebhardt · Verena Jooß · Alexandra Sontheimer        | Países Baixos · Yvonne Hijgenaar · Eleonora van Dijk · Marlijn Binnendijk | Ucrânia · Svitlana Galyuk · Lyubov Shulika · Lyudmyla Vypyraylo     |

#### Classificação
| Pos. | Corredor       | Syd | Peq | L.A. | COP | Pontos |
| 1.   | Ucrânia        | 8   | 12  | 12   | 8   | 40     |
| 2.   | Rússia         | 12  | 10  | 10   | 5   | 37     |
| 3.   | Alemanha       | -   | -   | 7    | 12  | 19     |
| 4.   | Cuba           | 6   | 8   | 3    | -   | 17     |
| 5.   | Itália         | 5   | 7   | 4    | -   | 16     |
| 6.   | Nova Zelândia  | 7   | 6   | -    | -   | 13     |
| 7.   | Coreia do Sul  | -   | -   | 5    | 6   | 11     |
| 8.   | Austrália      | 10  | -   | -    | -   | 10     |
| -.   | Países Baixos  | -   | -   | -    | 10  | 10     |
| 10.  | Estados Unidos | -   | -   | 8    | -   | 8      |

### Corrida por pontos

#### Resultados
| Data                    | Lugar       | Vencedor          | 2.º             | 3.º                |
| ----------------------- | ----------- | ----------------- | --------------- | ------------------ |
| 1.º de dezembro de 2007 | Sydney      | Giorgia Bronzini  | Li Yan          | Jarmila Machačová  |
| 8 de dezembro de 2007   | Pequim      | Marianne Vos      | Yoanka González | Katherine Bates    |
| 19 de janeiro de 2008   | Los Angeles | Jarmila Machačová | Hye Lee Min     | Li Yan             |
| 16 de fevereiro de 2008 | Copenhaga   | Wan Yiu Wong      | Trine Schmidt   | Theresa Cliff-Ryan |

#### Classificação
| Pos. | Corredor          | Syd | Peq | L.A. | COP | Pontos |
| 1.   | Li Yan            | 10  | -   | 10   | 3   | 23     |
| 2.   | Jarmila Machačová | 8   | -   | 12   | -   | 20     |
| 3.   | Rebecca Quinn     | 7   | 6   | 4    | 1   | 18     |
| 4.   | Marianne Vos      | -   | 12  | 5    | -   | 17     |
| 5.   | Katherine Bates   | -   | 8   | 7    | -   | 15     |
| 6.   | Wan Yiu Wong      | -   | -   | -    | 12  | 12     |
| -.   | Yoanka González   | -   | 10  | -    | 2   | 12     |
| -.   | Giorgia Bronzini  | 12  | -   | -    | -   | 12     |
| -.   | Cathy Moncassin   | 2   | 5   | -    | 5   | 12     |
| 10.  | Hye Lee Min       | -   | -   | 10   | -   | 10     |
| -.   | Trine Schmidt     | -   | -   | -    | 10  | 10     |
| -.   | Belinda Goss      | -   | 7   | 3    | -   | 10     |

### Scratch

#### Resultados
| Data                    | Lugar       | Vencedor         | 2.º                | 3.º                 |
| ----------------------- | ----------- | ---------------- | ------------------ | ------------------- |
| 30 de novembro de 2007  | Sydney      | Yumari González  | Annalisa Cucinotta | Anastasia Tchulkova |
| 7 de dezembro de 2007   | Pequim      | Marianne Vos     | Belinda Goss       | Yumari González     |
| 18 de janeiro de 2008   | Los Angeles | Charlotte Becker | Evgenia Romanyuta  | Elena Tchalykh      |
| 15 de fevereiro de 2008 | Copenhaga   | Marianne Vos     | Jarmila Machačová  | Anastasia Tchulkova |

#### Classificação
| Pos. | Corredor            | Syd | Peq | L.A. | COP | Pontos |
| 1.   | Yumari González     | 12  | 8   | 5    | -   | 25     |
| 2.   | Marianne Vos        | -   | 12  | -    | 12  | 24     |
| 3.   | Rebecca Quinn       | 5   | 6   | 3    | 5   | 19     |
| 4.   | Evgenia Romanyuta   | 7   | -   | 10   | -   | 17     |
| 5.   | Belinda Goss        | 6   | 10  | -    | -   | 16     |
| -.   | Anastasia Tchulkova | 8   | -   | -    | 8   | 16     |
| 7.   | Charlotte Becker    | -   | 2   | 12   | -   | 14     |
| 8.   | Annalisa Cucinotta  | 10  | 3   | -    | -   | 13     |
| 9.   | Pascale Jeuland     | 4   | 1   | 2    | 4   | 11     |
| 10.  | Jarmila Machačová   | -   | -   | -    | 10  | 10     |

## Referência
- Resultados da série de Sydney
- Resultados da série de Pékin
- Resultados da série de Los Angeles
- Resultados da série de Copenhague